# Heidhübel (Naturwaldzelle)
Das Naturschutzgebiet Heidhübel, die kleinste Naturwaldzelle des Saarlands, liegt im Regionalverband Saarbrücken.

## Beschreibung
Das etwa 7 ha große Gebiet, das im Jahr 2000 unter Naturschutz gestellt wurde, ist eine Teilfläche des Saarkohlenwaldes und befindet sich in der Gemarkung des Saarbrücker Stadtteils Burbach. Es liegt westlich der Siedlung Von der Heydt nahe dem Abzweig der Landesstraße L272 von der L270.

## Bedeutung
Die Verordnung über die Naturschutzgebiete „Naturwaldzellen im Saarland“ aus dem Jahr 2000 führt für das Naturschutzgebiet Heidhübel einen ca. 200-jährigen Buchenbestand, einen 50-jährigen Buchen-Traubeneichen-Bestand sowie eine 20-jährige Verjüngung mit Pioniergehölzen auf. Die Naturwaldzellen dienen der Erforschung der Lebensvorgänge in ungestörten Waldökosystemen sowie zum Arten- und Biotopschutz.